# (3228) Pire
(3228) Pire ist ein Asteroid des Hauptgürtels, der am 8. Februar 1935 vom belgischen Astronomen Sylvain Julien Victor Arend in Ukkel entdeckt wurde.
Die Benennung des Asteroiden erfolgte zu Ehren von Georges Pire, einem belgischen Dominikaner-Mönch, der 1958 mit dem Friedensnobelpreis ausgezeichnet wurde.